# Dick Van Dyke
Richard Wayne "Dick" Van Dyke (West Plains, Missouri, Estats Units, 13 de desembre del 1925) és un reconegut i premiat actor de cinema i televisió estatunidenc. És recordat per les seves actuacions estel·lars en els films Mary Poppins i Chitty Chitty Bang Bang, i en els programes de televisió The Dick Van Dyke Show (en la dècada del 1960) i Diagnòstic assassinat (en la dècada del 1990).
Van Dyke va guanyar cinc Premis Emmy Primetime, un Tony, i un Premi Grammy, i va ser introduït al Saló de la Fama de la Televisió el 1995. Va rebre el màxim honor del Sindicat d'Actors de Cinema, el Premi Sag Life Authement, el 2013. Té una estrella al Passeig de la Fama de Hollywood al 7021 de Hollywood Boulevard i ha estat reconegut com a Disney Legend. El 2021, Van Dyke va ser guardonat amb el Kennedy Center Honors.

## Biografia
Nascut a West Plains (Missouri), Dick Van Dyke va créixer a Danville (Illinois). Els seus pares van ser Loren Wayne Van Dyke (28-6-1902 - 21-8-1975, als 73) i Hazel Vorice (de soltera, Hazel McCord) (27-9-1896 - 06-10-1992, als 96).
A partir del 1931 va anar a escola primària a Danville. Els Van Dyke es van mudar, per dos anys, a Crawfordsville (Indiana). A la seva tornada, va anar a l'escola secundària de Danville. Ja de nen, va ser incitat a entrar al món de l'espectacle en veure les pel·lícules d'Oliver i Hardy.

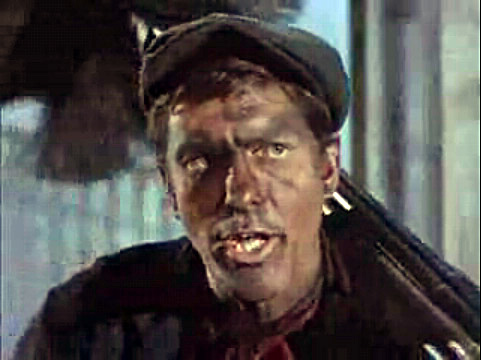
Dick Van Dyke en el paper de Bert en Mary Poppins

Fa de presentador a la televisió amb 30 anys. Es llança, llavors, a comèdies musicals gràcies a les quals conquereix Broadway. Al començament dels anys 1960, roda la seva primera pel·lícula, Bye Bye Birdie, al costat de Janet Leigh i Ann-Margret. Després d'aquest èxit, actua en Mary Poppins de la Disney.
És llavors que crea la seva pròpia sèrie de televisió: The Dick Van Dyke Show, una comèdia de situació. Guanyarà el Premi Emmy tres vegades del 1963 al 1965. El 1977, rep un quart Emmy per Van Dyke and Company. Se'l veu igualment en diversos telefilms i sèries, com Columbo, Matlock o Les carreteres del paradís.
Un dia, fa una aparició en La llei és la llei en el paper d'un metge, el doctor Mark Sloan, acusat equivocadament d'un homicidi. D'aquest personatge va néixer la sèrie Diagnòstic: homicidi, en què interpreta aquest metge. Hi estarà vuit temporades fins al 2002, quan decideix posar-hi fi.
Després, Van Dyke es fa menys present, malgrat una aparició en Night at the Museum (2006). Actuarà igualment en la sèrie Sabrina, l'aprenenta bruixa.
El 1948, es casa amb Margie Willet amb la qual té 4 fills: Christian, Barry, Stacy i Carrie. Es divorcien el 1984. Amb 86 anys, l'actor americà es va casar de nou el 29 de febrer del 2012 amb una maquilladora de 40 anys, Arlène Silver.
El seu fill Barry Van Dyke també és conegut a la pantalla petita per haver fet el paper de Saint-John Hawke en la sèrie Supercopter, i Dillon "Boxey" en la sèrie Galactica 1980.

## Filmografia
Les seves pel·lícules més destacades són:
- Bye Bye Birdie (1963)
- What a Way to Go! (1964)
- Mary Poppins (1964)
- The Art of Love (1965)
- Lt. Robin Crusoe, U.S.N. (1966)
- Divorce American Style (1967)
- Fitzwilly (1967)
- Never a Dull Moment (1968)
- Chitty Chitty Bang Bang (1968)
- Una mena de guillat (Some Kind of a Nut) (1969)
- The Comic (1969)
- Un mes d'abstinència (Cold Turkey) (1971)
- Tubby the Tuba (1976, veu)
- The Runner Stumbles (1979)
- Dick Tracy (1990)
- Batman: New Times (2005, veu)
- Curious George (2006, veu)
- Night at the Museum (2006)
- Broadway: Beyond the Golden Age (2007, documental)
- Night at the Museum: Secret of the Tomb (2014)
- Alexander and the Terrible, Horrible, No Good, Very Bad Day (2014)

## Treballs en televisió
Van Dyke va protagonitzar una popular sèrie còmica televisiva anomenada El Show de Dick Van Dyke, des del 1961 fins al 1966, en la qual interpretava el paper d'un escriptor còmic anomenat Rob Petrie. Complementant Van Dyke, es trobava un repartiment veterà d'actors còmics incloent-hi Rose Marie, Morey Amsterdam, Jerry Paris, Carl Reiner (com a Alan Brady), com també profans en la televisió com Mary Tyler Moore, que interpretava la dona de Rob, Laura Petrie. Va guanyar tres premis Emmy i la sèrie va rebre quatre premis Emmy com a sèrie de comèdia destacada. Des del 1971 fins al 1974, Van Dyke va protagonitzar una altra sèrie còmica sense relació, anomenada El nou xou de Dick Van Dyke, en la qual protagonitzava un presentador local en un programa d'entrevistes.
Per incentivar Van Dyke a tornar a les sèries de televisió, CBS literalment va construir un estudi a Carefree, Arizona, el nou lloc de residència de l'estella, amb l'únic propòsit de gravar. Les crítiques i audiència van ser generalment bones i el xou va durar tres temporades. Quan els executius es van negar a emetre un episodi sobre la base que tenia massa càrrega sexual, el productor Carl Reiner va marxar de la sèrie; Van Dyke va decidir renovar-la. En els anys setanta, Dick va estar en la NBC amb el seu xou de varietats Van Dyke & Co., d'una hora de durada. Es va emetre entre setembre i desembre del 1976. Quan l'antagonista de Carol Burnett, Harvey Korman, va abandonar el seu xou de varietats de llarga durada, Van Dyke va ocupar el seu lloc. Aquesta va ser la primera vegada que va ocupar un paper secundari en televisió, i hi havia poques espurnes còmiques entre Dick i Carol. Va abandonar-lo després d'una temporada.
El 1988, va protagonitzar una sèrie còmica de curta durada, The Show de Dick Van Dyke, en la qual protagonitzava el paper d'una estella retirada de Broadway. El fill real de Dick, Barry, n'era un protagonista habitual. Des del 1993 fins al 2001, va interpretar el Dr. Mark Sloan en la sèrie de llarga durada Diagnòstic: assassinat, un drama medicocriminal. El seu fill, Barry, era coprotagonista de la sèrie. En un especial del 2004, El Show de Dick Van Dyke revisat va ser promocionat de manera important com el nou episodi de la clàssica sèrie després de 28 anys. Dick i els supervivents del seu repartiment original van tornar a recrear els seus rols; el programa va ser enfonsat pels crítics.
També ha fet diverses aparicions televisives en altres programes i continua estant en demanda.
- The Morning Show (1955-1956)

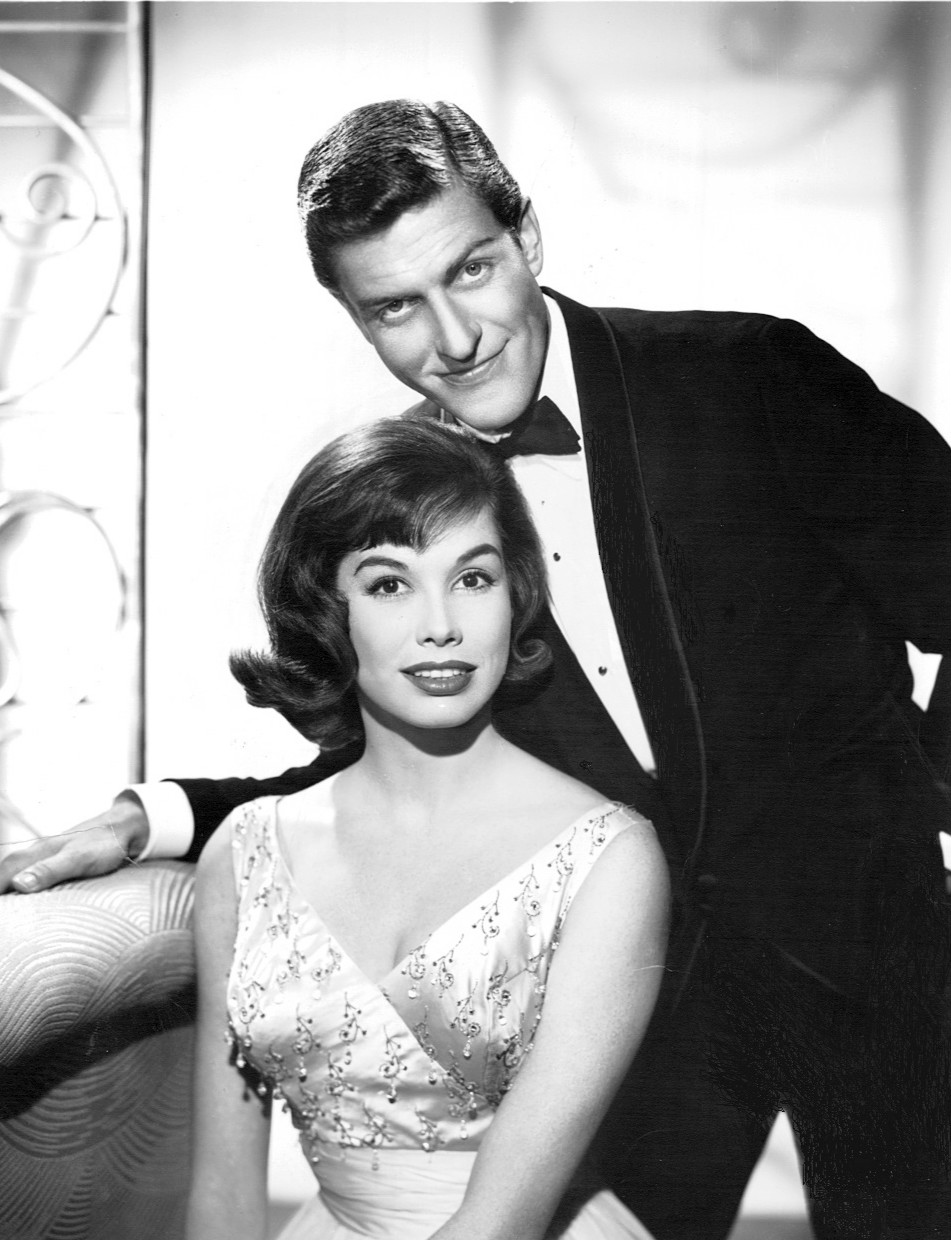
Mary Tyler Moore i Dick Van Dyke al Dick Van Dyke Show el 1961.

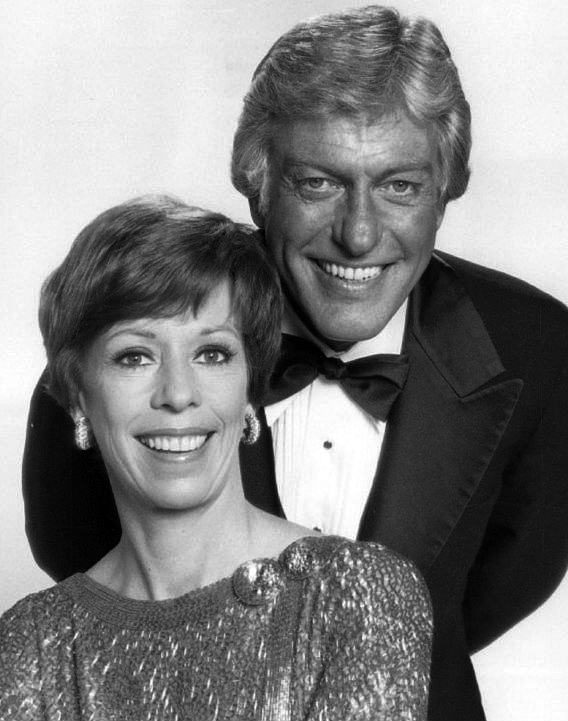
Amb Carol Burnett el 1977.

- CBS Cartoon Theater (1956, cancel·lat després de 13 episodis)
- The Chevy Showroom Starring Andy Williams (1958, cancel·lat després de 3 mesos)
- Mother's Day (1958-1959)
- Laugh Line (1959) (cancel·lat després de 3 mesos)
- The Dick Van Dyke show (1961-1966)
- Dick Van Dyke and the Other Woman (1969)
- Dick Van Dyke Meets Bill Cosby (1970)
- The New Dick Van Dyke Xou (1971-1974)
- Julie and Dick at Covent Garden (1974)
- The Morning After (1974)
- Columbo: Negative Reaction (1974)
- Van Dyke and Company (1976, cancel·lat després de 2 mesos)
- The Carol Burnett Show (membre del repartiment el 1977)
- True Life Stories (1981)
- The Country Girl (1982)
- Drop-Out Pare (1982)
- Wrong Way Kid (1983) (veu)
- Found Money (1983)
- Breakfast with Les and Bess (1985)
- Strong Medicine (1986)
- Ghost of a Chance (1987)
- The Van Dyke Show (1988, cancel·lat després de 3 mesos)
- Daughters of Privilege (1991)
- Diagnòstic: assassinat (1992)
- The House on Sycamore Street (1992)
- The Town That Santa Forgot (1993, veu)
- A Twist of the Knife (1993)
- Diagnòstic: assassinat (1993-2001)
- A Town Without Pity (2002)
- Without Warning (2002)
- Sabrina the Teenage Witch (2002)
- The Gin Game (2003)
- The Alan Brady Show (2003, veu)
- The Dick Van Dyke Show Revisited (2004)
- Murder 101 (2006)
- Murder 101: College Can Be Murder (2007)

### Treballs temporals
- The Girls Against the Boys (novembre 1959)
- Bye Bye Birdie (abril 1960 - octubre 1961) (deixa el xou quan es trasllada al Shubert Theatre)
- The Música Man (juny 1980) (revival)
- Chita Rivera: The Dancer's Life (estrella convidada el gener del 2006)

## Premis i nominacions

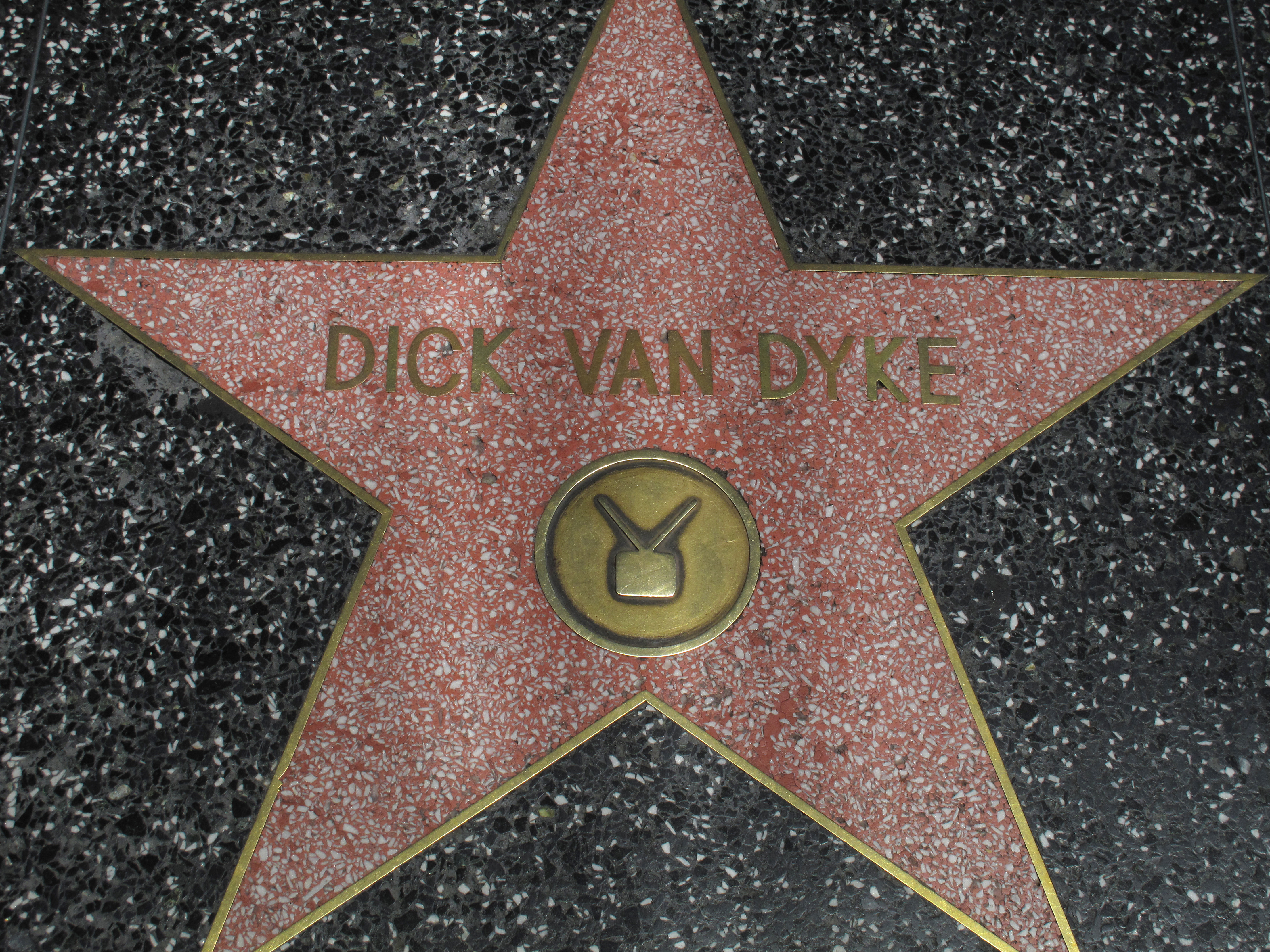
Estrella de Dick Van Dyke al Passeig de la Fama de Hollywood.

### Premis
- 1961: Premi Tony al millor actor de repartiment de musical per Bye Bye Birdie
- 1964: Grammy a la millor gravació infantil per Mary Poppins
- 1964: Primetime Emmy al millor actor en sèrie còmica per The Dick Van Dyke Show
- 1965: Primetime Emmy al millor actor en sèrie còmica per The Dick Van Dyke Show
- 1966: Primetime Emmy al millor actor en sèrie còmica per The Dick Van Dyke Show
- 1977: Primetime Emmy a la millor sèrie còmica o musical per Van Dyke and Company

### Nominacions
- 1963: Primetime Emmy al millor actor en sèrie còmica per The Dick Van Dyke Show
- 1965: Globus d'Or al millor actor musical o còmic per Mary Poppins
- 1970: Grammy a la millor gravació infantil per Chitty Chitty Bang Bang
- 1972: Globus d'Or al millor actor en sèrie de televisió musical o còmica per The New Dick Van Dyke Show
- 1974: Primetime Emmy al millor actor en sèrie dramàtica per The Morning After
- 1976: Primetime Emmy al millor guió còmic o musical per Van Dyke and Company
- 1977: Primetime Emmy al millor guió còmic o musical per Van Dyke and Company
- 1990: Primetime Emmy al millor actor convidat en sèrie còmica per The Golden Girls